# Чхве Тхе Ук
Чхве Тхе Ук (кор. 최태욱, нар. 13 березня 1981, Інчхон, Південна Корея) — південнокорейський футболіст, що грав на позиції флангового півзахисника.
Виступав за клуби «Аньян ЕлДжі Чітас», «Інчхон Юнайтед», «Сімідзу С-Палс», «Пхохан Стілерс»,  «Чонбук Хьонде Моторс», «Сеул» та «Ульсан Хьонде», а також національну збірну Південної Кореї.

## Клубна кар'єра
Народився 13 березня 1981 року в південнокорейському місті Інчхон. Вихованець футбольної школи клубу «Бупйонг».
У дорослому футболі дебютував 2000 року виступами за команду клубу «Аньян ЕлДжі Чітас», в якій провів три сезони, взявши участь у дев'яноста шести матчах чемпіонату. Більшість часу, проведеного у складі «Аньян ЕлДжі Чітас», був основним гравцем команди. За цей час забив шість голів у чемпіонаті.
Згодом з 2004 по 2013 рік грав у складі команд клубів «Інчхон Юнайтед» (двадцять три матчі, п'ять забитих м'ячів), «Сімідзу С-Палс» (двадцять п'ять ігор, п'ять голів у чемпіонаті), «Пхохан Стілерс» (тридцять чотири матчі, один забитий м'яч), «Чонбук Хьонде Моторс» (п'ятдесят чотири матчі та чотирнадцять забитих голів) та «Сеул» (шістдесят шість ігор у чемпіонаті, у яких забив шість голів).
Через отриману 2015 року травму, завершив професійну ігрову кар'єру у клубі «Ульсан Хьонде», за команду якого виступав протягом 2014 року.

## Виступи за збірні
Протягом 2000—2004 років залучався до складу молодіжної збірної Південної Кореї. На молодіжному рівні зіграв у тридцяти дев'яти офіційних матчах, у яких йому вдалось відзначитись чотирнадцятьма забитими м'ячами.
2000 року дебютував в офіційних матчах у складі національної збірної Південної Кореї. Протягом кар'єри у національній команді, яка тривала тринадцять років, провів у формі головної команди країни тридцять матчів, забивши чотири голи (два 2000 року, по одному — 2001 та 2002 років).
У складі збірної був учасником Олімпійських ігор 2000 року в Австралії (невихід з групи), розіграшу Золотого кубка КОНКАКАФ 2002 року у США (де збірна Південної Кореї посіла четверте місце), чемпіонату світу 2002 року в Японії та Південній Кореї (де один з господарів, збірна Південної Кореї, посіла четверте місце) та Олімпійських ігор 2004 року в Греції (програш Парагваю в чвертьфіналі).

## Титули і досягнення
- Бронзовий призер Азійських ігор: 2002